# Maison Kobold
La maison Kobold est un monument historique situé à Wissembourg, dans le département français du Bas-Rhin.

## Localisation
Ce bâtiment est situé au 26, rue de l'Étoile à Wissembourg.

## Historique
L'édifice fait l'objet d'un classement au titre des monuments historiques depuis 1929.

## Architecture

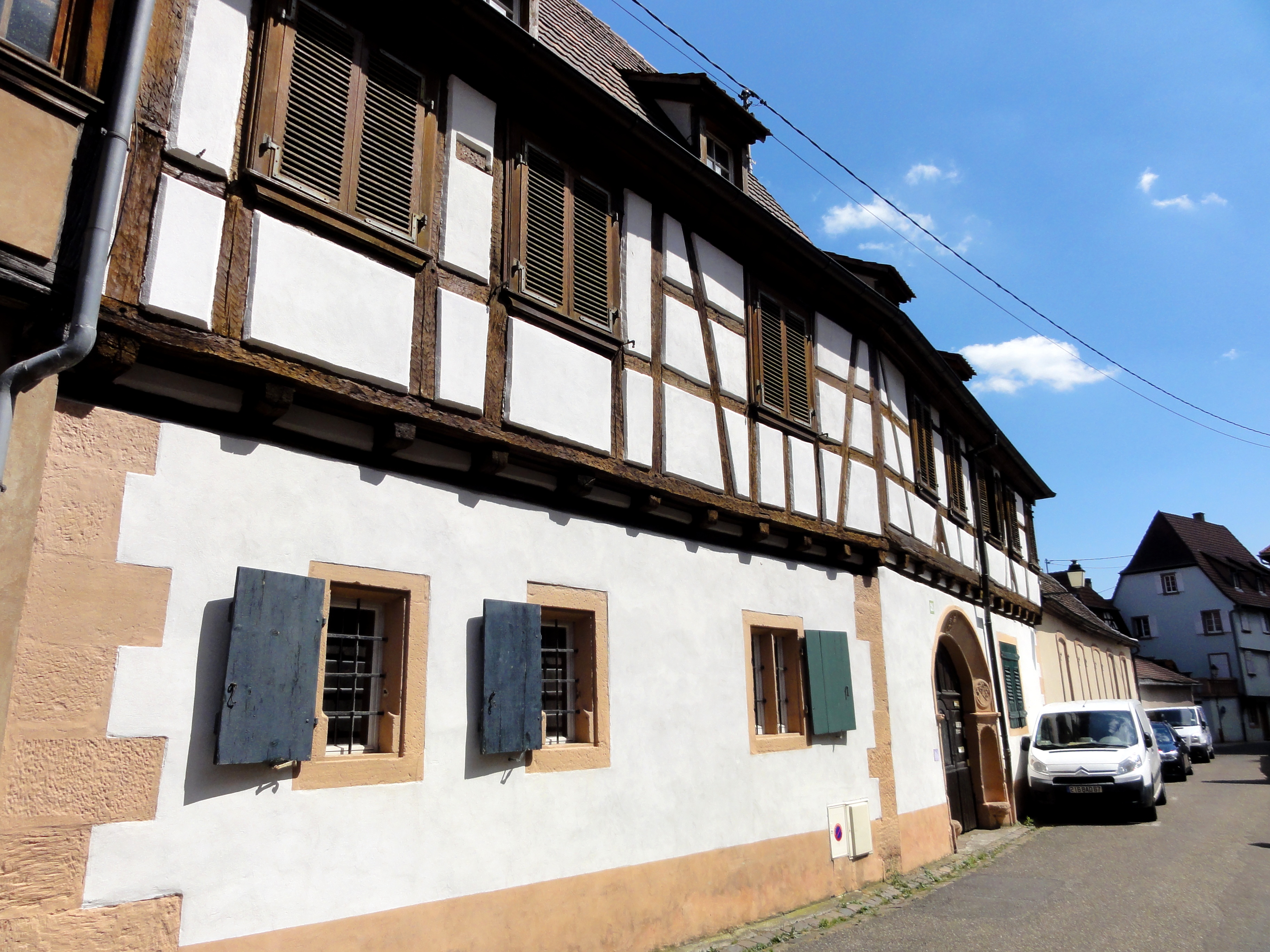
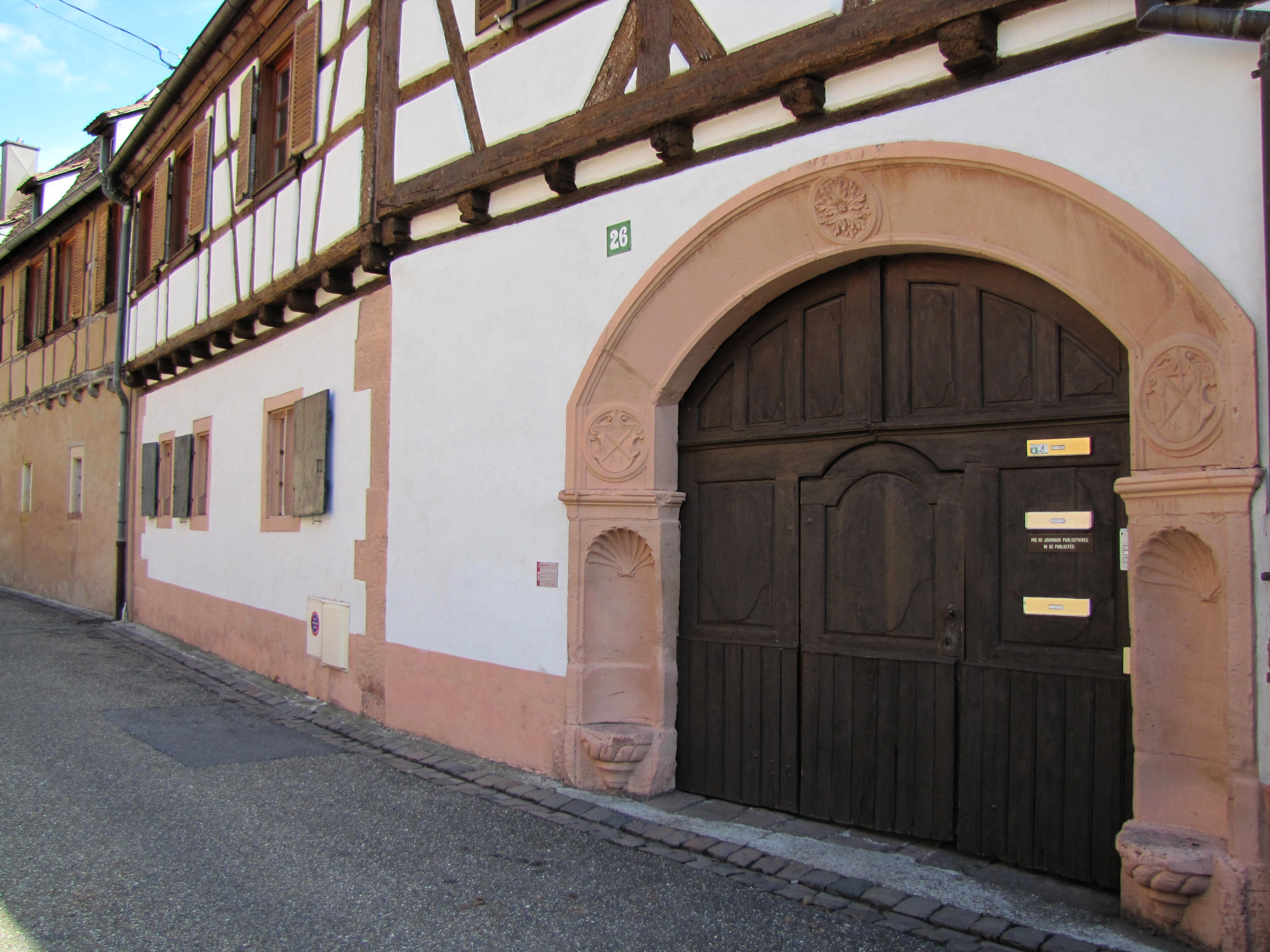
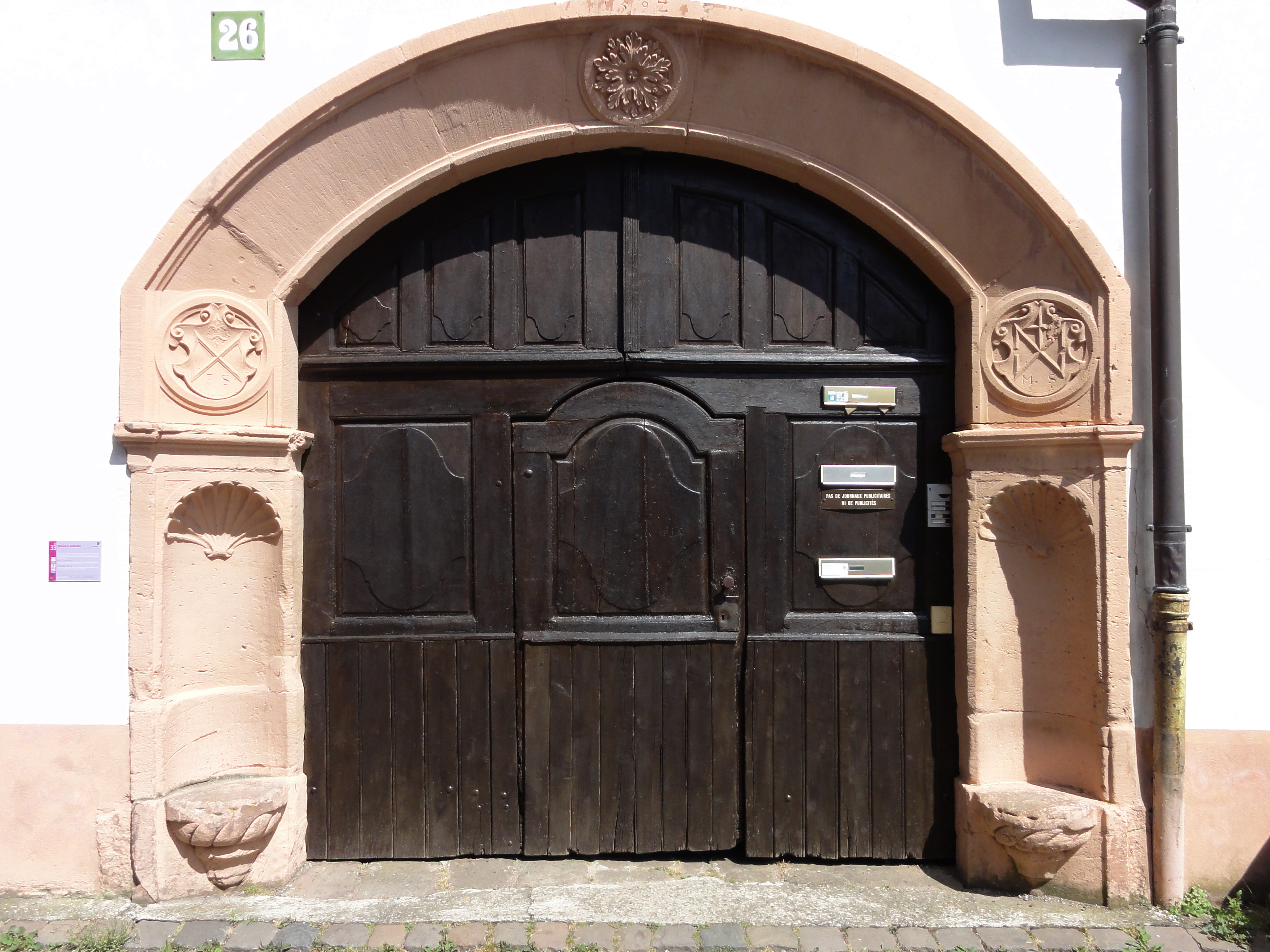